# Hans-Jürgen Jansen (Musiker)

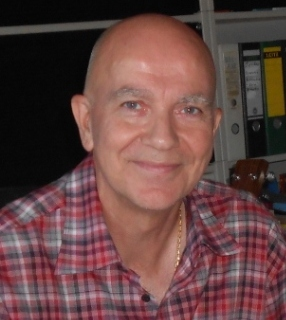
Kölnbarde (2011)

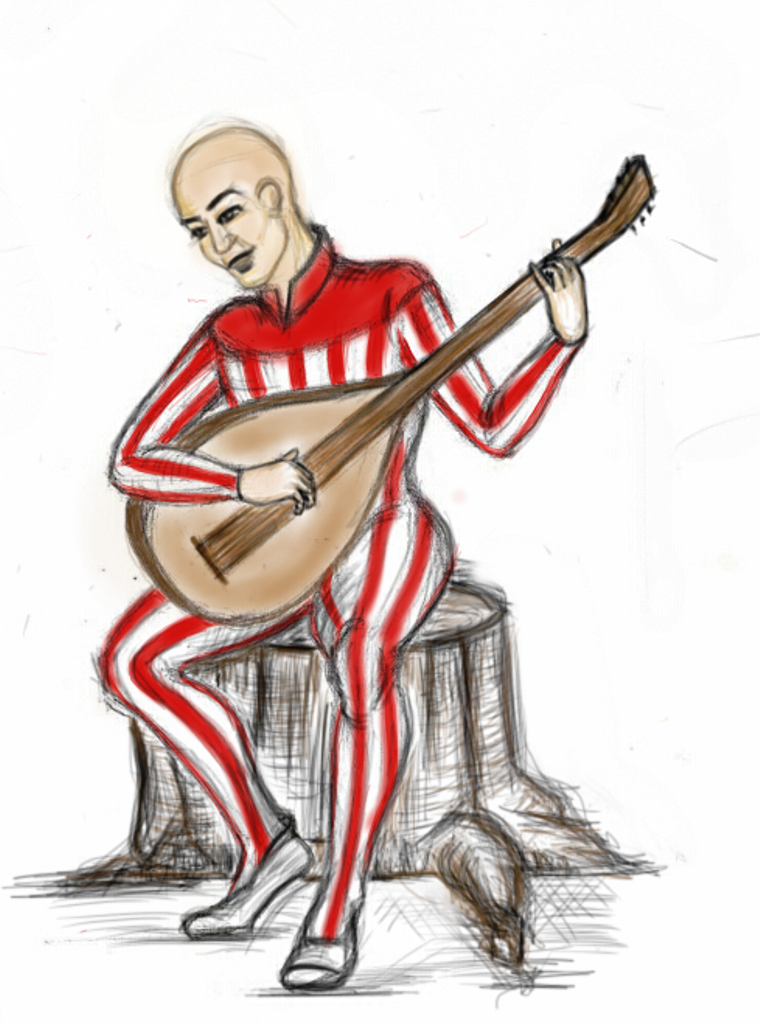
Comicfigur, basierend auf der mittelalterlichen Gestalt des Barden, die von Roxana Khazdouzian für Jansens Pseudonym „Der Kölnbarde“ erschaffen wurde.

Hans-Jürgen Jansen (* 9. August 1947 in Köln), bekannt als Kölnbarde, ist ein Mundartsänger, Komponist und Texter kölscher Prosa und Verse.

## Leben
Hans-Jürgen Jansen ist in Köln-Braunsfeld aufgewachsen. Nach dem Abitur studierte er in Köln Betriebswirtschaft und wurde Steuerberater. Später wechselte er in eine leitende Position der Assekuranz.
Anfang der 1960er-Jahre sammelte Jansen erste Erfahrungen als singender Bandleader in lokalen Coverbands (Colors, Incrowed), vorwiegend in englischer Sprache. Mit den Jahren kehrte er zu seinen sprachlichen Wurzeln zurück, er komponierte selbst und verfasste Texte auf Kölsch. Sein Augenmerk liegt auf Erhalt und Verbreitung des heimischen Dialektes. Unter dem Künstlernamen „Kölnbarde“ tritt er heute in urkölscher Tradition als Krätzchensänger auf: als Solist mit selbst getexteten und komponierten Balladen in kölscher Mundart, sich selbst mit der Gitarre begleitend.
Jansen komponierte und textete bisher rund 250 Lieder und über 500 „Stöckelcher“ (Verse). Davon wurden in „Levve un Laache en Kölle“ und „Dem Kölnbarde sing Krätzcher“ sowie „Kölsche Krätzcher vum Kölnbarde“ etwa 200 veröffentlicht.
Jansen war aktiv beim Heimatverein „Alt-Köln“ und ist aktiv seit 2017 bei den Muuzemändelcher.

## Auszeichnungen
- 2022 – Rheinlandtaler, Landschaftsverband Rheinland (LVR)[2][3]

## Werke

### Lieder (Auswahl)
- Advent
- Alaaf ehr kölsche Jecke
- Bürgerfunk-Leed
- Chressmaat en Kölle
- Dem Mätes sing Gans
- Do häs'ne Fründ
- Ech kölsche Tön
- Et Agrippina-Leed (Stadtmutter Kölns Agrippina die Jüngere)
- Harz 4
- Heinzemänncher
- Jo, jo, jo
- Kamf un Seeg för uns Stadt
- Kölsch Hännesche
- Krune un Flamme
- Ludwig
- Maternus (der Heilige Maternus)
- Meister Gerhard (der Dombau-Meister Gerhard)
- Mir han e Näsje
- Ööcherstroß
- Richmodis
- Uns kölsche Sproch kritt keine dud
- Weggschnapp (Weckschnapp)
- Weihnachtszigg
- Zint Ooschel (St. Ursula)

### Coverversionen
- Klingeling – Original Jingle Bells
- Et weed ald jet duster – Original Es wird scho glei dumpa
- Glöckcher – Original Süßer die Glocken nie klingen
- Ävver Heidschi... – Original Heidschi Bumbeidschi
- En Bethlehem gebore – Original Zu Bethlehem geboren
- Sing Trumm die maht – Original Little Drummer Boy

### Auftragskompositionen (Auswahl)
- Mir han e Näsche, für AWB in Verbindung mit seinem Engagement in Kölner Schulen.

### Verse (Auswahl)
- Blond
- Bibel lese
- Dat Goddesordeil
- Die Woog
- Dräums do dis Naach
- Draumwelt
- Häs do Tön?
- Troor öm 'ne echte Fründ

### Bücher
- Sag, verzäll ens. Bachem Verlag, Köln 2009
- Och, es dat schön. Bachem Verlag, Köln 2009
- Vum aale Kölle. Bachem Verlag, Köln 2010
- Levve un Laache en Kölle. ratio-books, Lohmar 2010, ISBN 978-3-939829-19-5
- Hörbuch-CD Levve un Laache en Kölle. ratio-books, Lohmar 2011
- Domols en Kölle. ratio-books, Lohmar 2011
- Dem Kölnbarde sing Krätzcher. Lohmar 2012, ISBN 978-3-939829-36-2.
- Ludwig Sebus, Zur Freundschaft zählt ein frohes Herz. ratio-books, Lohmar 2013, ISBN 978-3-939829-40-9
- Kölsche Krätzcher vum Kölnbarde ratio-books, Lohmar 2016, ISBN 978-3-939829-68-3.
- Mystisches Rheinland Rheinlandia/ratio-books, Lohmar 2023, ISBN 978-3-945953-36-5.

### Musik-CDs
- Der Kölnbarde Vol.1 Kölle, 'ne Draum, 2014
- Der Kölnbarde Vol.2 Sillige Zigg, 2014
- Der Kölnbarde Vol.3 Klingeling, 2015
- Der Kölnbarde Vol.4 Kölle, ming Stadt, 2017
- Der Kölnbarde Vol.5 Zweimol dausend Johr, 2018